# Duarte Mendes
Duarte Mendes (eigentl.: José Henrique Duarte Mendes, * 7. August 1947 in Lissabon) ist ein ehemaliger portugiesischer Sänger und Offizier.

## Leben
Mendes war Offizier der Artillerieschule. 1974 war er Teil der aufständischen Militärbewegung Movimento das Forças Armadas bei der Nelkenrevolution. Bei Beendigung seiner Militärlaufbahn hatte er den Rang eines Oberst (portugiesisch Coronel) inne.
Gleichzeitig war er als Sänger bekannt: er nahm viermal am Festival da Canção (1970 bis 1973) teil, ohne jedoch einen Sieg zu erringen. Bei der Teilnahme 1975 schaffte er den Sieg und durfte so beim Eurovision Song Contest 1975 in Stockholm für sein Land antreten. Der Titel Madrugada (portugiesisch für früher Morgen), der textlich die Nelkenrevolution behandelt, gelang allerdings nur auf Platz 16.
Er veröffentlichte eine LP und eine Vielzahl Singles und EPs, und er war 1972 am Albumprojekt Fala do Homem Nascido von José Niza beteiligt, als einer der Interpreten für Nizas Vertonungen von Gedichten des Poeten António Gedeão.
Im Jahr 2000 erschien eine Best-of-Zusammenstellung seiner Stücke, im Rahmen der CD-Serie Clássicos Da Renascença des Labels Movieplay im Zusammenarbeit mit dem Radiosender Rádio Renascença.
Im Jahr 2022 wurde ihm der Freiheitsorden (Ordem da Liberdade) im Großoffiziersrang verliehen.